# Pieces Of Modesty
Pieces Of Modesty är den svenska musikgruppen Modestys debutalbum från 1989.
- Pelle Nylén spelar gitarr och sjunger.
- Peter Ericson spelar keyboard och sjunger.
- Joakim Sundström spelar och programmerar slagverk.
- Ulf Ivarsson spelar bas på spår 5.
- Frank Ådahl sjunger på spår 4, 8, 15.
- Madeleine Berg sjunger på spår 2, 5, 13.
- Åsa Meczynski sjunger på spår 3.
- Skivan är mixad av Jeremy Allom (spår 1, 3, 4, 6, 7), Stephen Stewart-Short (spår 2, 5), Kai Erixon (spår 8) och Bertil Edin (spår 9).

## Låtlista
1. Pieces Of Modesty (0:39)
2. I Call For You (3:53)
3. Don't Forget Me (4:04)
4. Standing Alone (3:48)
5. Big Beat (3:46)
6. Call Me Up (4:35)
7. Say A Prayer (4:10)
8. Too Late (3:19)
9. Time For You And I (5:12)
10. One More Broken Heart (4:19)
11. Don't Leave Until (3:32)
12. Miranda (3:55) (CD Only Track)
13. I Call For You (Remix) (5:15) (CD Bonus Track)
14. Don't Forget Me (Remix) (7:12) (CD Bonus Track)
15. Too Late (Remix) (5:41) (CD Bonus Track)